# إنغفار إغرت سيجورسون
إنغفار إغرت سيجورسون هو ممثل آيسلندي ولد في 22 نوفمبر 1963.